# バイオーグ・トリニティ
『バイオーグ・トリニティ』は、大暮維人と舞城王太郎による日本の漫画作品。『ウルトラジャンプ』（集英社）2013年1月号から2018年1月号まで連載された。話数の単位は「bug.○」（○に数字が入る）。

## あらすじ
両手に穴が空く現象「バグ」。「バグ」保有者は「バグラー」と呼ばれ、両の穴に物質を吸収させ融合することができる能力を持つ。そんな人間がごく普通に存在している世界。しかし中には「バグラー」を吸収することで無限に穴を増やすという違法行為を行う者達「バイオーグ」が存在し、日々世界の陰では 「バイオーグ」と「バイオーグハンター」の戦いが繰り広げられていた。

## 登場人物

### 主要人物
藤井（ふじい）/ バイオーグ・ハンター56号
本作のダブル主人公の一人。「穴あき（バグラー）」。3月20日生まれ。男子高生。表裏のない性格で顔が広く、顔見知りが非常に多い。榎本芙三歩に初恋をしており、「好きすぎて死ぬ」くらい好きと語っているが、芙三歩へのアプローチが出来ない。体内に芙三歩に通じる穴を持っているが理由は不明。芙三歩を陰から守る穂坂に劣等感を感じつつも、その姿を尊敬している節がある。このことから穂坂をライバル視している。
「世界のゆらぎ」を見た事で「バイオーグ・ハンター」に命を狙われることになり、その際負傷した穂坂を救う為に融合した。融合後は左手に巨大な銃が付き、ハンター・システムが利用できるようになる。また、まだ使用していない方の手のバグ穴で別の物体を取り込むことにより、さらにパワーアップする。
後に自らもバイオーグ・ハンター56号となり、ハンターとして今まで穂坂が担当していた「榎本芙三歩を愛する」という任務に就く。ハンターになってからは、障害になるバイオーグは知り合いであっても殺してしまう程に冷酷な一面を見せるようになる。
穂坂 正路（ほさか しょうじ）/ バイオーグ・ハンター9号
本作のダブル主人公の一人。あだ名は「穂坂（ホサ）」、「ホサくん」。藤井と同じクラスの男子高生だが、その正体はバグラーを狩る「バイオーグ・ハンター」であり、バイオーグ・ハンター8号とコンビを組んでおり、「9号」と呼ばれていた。「2秒で〜」が口癖。芙三歩を陰ながら護衛し続け、彼女の平和を守ることを何よりも優先する。芙三歩に好意を持っており、藤井と芙三歩が仲良くしようとすると全力で阻止しようとすることもある。
「世界のゆらぎ」を見てしまった藤井を殺すよう8号に命令されるが、芙三歩の日常と藤井へのわずかな友情を守るため、8号に反抗する。それが原因で8号に粛清されるが、藤井に吸収されて融合する事で生き延びる。融合後はスマホで外の人と会話はできる。藤井が気を失うと、主導権が藤井と入れ替わることがある。
榎本 芙三歩（えのもと ふみほ）
本作のヒロインの一人でメインヒロイン。3月29日生まれ。藤井と同じクラスの女子高生で、穂坂の幼馴染。あだ名は「フミホ」。「穴あき（バグラー）」であり、何と融合したかは不明だが、菌糸を使用する。藤井の初恋相手で彼に想いを寄せられているが、藤井は眼中になく、穂坂に好意を寄せている節がある。味覚に難があり、奇抜な味を愛する傾向にある。
その正体は宇宙を構成する三要素「トリニティ」の内の一つである「魂」。宇宙の要素のほとんどを占める世界の中心「座標0」であり、暗黒物質そのもの。世界の法則を捻じ曲げてしまうほどの強大な力を持っているが、本人はそれを自覚していない。実際に芙三歩本人が熱を出した日の気温が他の日に比べて高くなっていた。
井本 極子（いもと きわこ）
本作のヒロインの一人でサブヒロイン。藤井と同じクラスの女子高生。あだ名は「キワコ」、「極子（キワ）」。「穴あき（バグラー）」であり、バイクと融合している。姉御肌で面倒見がよい。週刊少年ジャンプの愛読者。バイク屋の娘で、悠（ゆう）という名の弟がいる。父親とツーリングの約束をすることなどから、家族仲は良い模様。
藤井とは中学からの付き合いで、藤井に想いを寄せている一方、口には出さず藤井を応援していたが、後に彼に告白した。融合した藤井と穂坂を元に戻す方法を探すためバイオバグについて勉強するようになる。

### ”ブラックコーカソイド”関係
最終話では元ハンター達は8号が店長を務める「マゾバーガー」の従業員として雇用されている。
ネクロマリア/バイオーグ・ハンター1号
バイオーグ・ハンターを統べている存在。宙を構成する三要素「トリニティ」の内の一つである「肉体」を持つ。普段は裸体の上から顔と全身を隠すほどのローブを羽織った格好をしているが、その姿は芙三歩と瓜二つである。また、体に魂が存在しないため、どれだけ肉体が傷付いてもすぐに再生する。バイオーグからは「肉」と呼ばれる。
浦野が仕掛けたハンターとバイオーグの決戦の最中、21星1位であるデネブが藤井達に接触してきたのを機に、自身もバイオーグ・ハンター1号として戦いに身を投じる。
バイオーグ・ハンター2号
猿田彦と呼ばれる。ネクロマリアの護衛担当。重力を操る。最終話ではザンビアにいる。
バイオーグ・ハンター3号
藤井たちのクラスの生徒で、「烏天 戌吉（からすま いぬきち）」と名乗る。烏天狗と呼ばれ、”三天狗”の一人。全天21星の親玉である浦野をマークする。空気と融合したバグラーであり、その力で体内に侵入してきた全天21星の一人アークトゥルスを倒した。
昔の藤井や極子、浦野たちと遊んだことがあるという話から、何かしらの関わりがあると思われる。
バイオーグ・ハンター4号
「ヴェルンハルト」と呼ばれる、伸びきった長い髪を持つ小柄の女性。両腕に身の丈ほどもある大きさのパワードアームを装着している。配下の精鋭部隊と共に全天21星のカペラと戦うが、部隊は壊滅し全員が拷問に掛けられたが本人は無事であった。戦い方も腕を使った力に押しに傾倒しており、搦め手等の相手とは相性が悪い模様。
最終話では来月小学校に通うのを待ち切れず、姉にランドセルを背負う姿を見せに来た。
バイオーグ・ハンター6号
プラッセと呼ばれる女性であり、バイオーグ・ハンター2号と同様にネクロマリアの護衛を担当する。同性ゆえかネクロマリアとは親しげに会話する。保健室を警護していたが松蔭の手にかかる。
バイオーグ・ハンター7号
「ガルロネリ」と呼ばれ、遊撃殲滅任務を担当する。女性の姿をした巨大なチェーンソーのような武器を扱うサポートシステムを使用する。しかし女性はサポートシステムであり本体はコアラの人形のような姿をしている。普段は二頭身ほどの背丈であるが、本気を出すと八頭身ほどに巨大化しムキムキになる。バグ穴で物を吸い込んでは吐き出すを繰り返した結果コアラ人形となってしまった。最終話で明かされた本来の姿はスタイル抜群のゴージャスアイリーン風な美女。
バイオーグ・ハンター8号
ブロンドで綺麗な顔の男性。外国語教師の「ミハエル・ジェスターコーヴィッチ」として藤井たちの高校に赴任してくる。Sで容赦はないが、人でなしではない。鈴木には深い信頼を寄せ、きついジョークに振り回されて狼狽したりウラノスに重症を負わされた際は彼女の回復を焦る姿も見せた。二本のレーザーブレードを使用する。鈴木と組む時は二本を合わせて槍のようにする。藤井の初戦闘で右腕を失い、現在はストックされていたスペイン人の腕を移植している。バイオーグハンターになることを決めた藤井に戦い方を教えており、相当スパルタである。
バイオーグ・ハンター12号
修行僧の恰好をした、浅黒い筋肉質な男性。九字を読むと放てるレーザーと古武術を駆使して戦うが全天21星の一人に敗北した。
バイオーグ・ハンター13号
伊勢屋留三郎と呼ばれ、座標0（芙三歩）の保護者役を担当する。温厚な中年男性であり、芙三歩に対しては甘い父親として接するが、不慮の事故で芙三歩と融合した極子を兵士を複数連れて強制排除しようとしたり、それを止めようとした鈴木の頬を複数回叩くなど任務の障害となる存在には冷酷な態度をとる。
鈴木（ベルウッド）
8号のサポートシステム。馬と融合したバグラーで、普段はウマミミ少女の姿をしている。転校生として藤井たちのクラスに転入してきた。藤井や極子に助言を与えたりと協力的。8号には忠誠を誓っているが平時はギャグ担当であり、彼のシャワーシーンを盗撮して映像資料に混ぜたり、過激な下ネタを放って主人にツッコませている。
ゴーリィー
9号のサポートシステム。幽霊と融合したバグラーで、ヘッドホンを付けた生首の姿をしている。語尾に「〜でち」や「〜ち」と喋るのが特徴。穂坂と藤井の戦闘を全面的にバックアップする。バイオーグを捕獲して手下にする力がありその力は全天21星下位のアルデバランさえも一時的に操ることができる。
元バイオーグ・ハンター5号
「マルボロ」と呼ばれるスーツを着用した七三分けの男性。いつもタバコを吸っている（名前の由来もタバコの銘柄からだと推察される）。本名「藤田嗣潔(ふじた つぐきよ)」。芙三歩を殺したナイフを抜いたことでその「殺意」と融合したおそらく人類初のバグラー。穂坂の教官でもあり実力は三天狗を凌ぐとも言われている。全天21星のカノープスと呼ばれていたがアルデバラン戦闘の後、バイオーグ側に移ったとみられる。
ハンターとバイオーグの決戦前に穂坂と自身の刀を賭けて戦い、穂坂の本気の殺意を感じひるんだ一瞬を突かれ敗北した。初出は「シガレットアンソロジー」収録の「time machine record」の登場人物。（同エピソードは番外編として5巻にも収録されている）
ベイル
本部に配置された上位ナンバーズ。核400発を自身に取り込んでおり自爆した。
イルガル
ブラック・コーカソイドを裏切っていた。
モーパッサン
バイオーグに殺害された。
チャン
マルボロの恋人。「鬼トンファーのチャン」と呼ばれ恐れられる伝説のハンター。彼女の前では7号でさえ敬語になる。初出は番外編、「time machine record」の主人公として登場したが、最終回にて本編にも登場を果たす。

### ”バイオーグ”関係
浦野（ウラノス）
藤井たちのクラスの委員長を務めていたオネエ口調の男性。バイオーグの集団「全天21星」の親玉であり、宇宙を構成する三要素「トリニティ」の内の一つである「囲い（カップ）」を持つ。自身の体の一部”枝”を仕込んだ生物にバイオーグの能力を与えることができる。気に入った配下には星の名前を付ける。本来の姿は、星空を人型にしたような格好をしている。最終話では「民明書房」という本屋に居候している。
松蔭 ちえり（まつかげ ちえり）
藤井たちと同じクラスの女子高生で、「暴走者（クラッシュバグラー）」。可愛くなるために蝶々や小鳥などと融合していくうちに迷走して、蜘蛛と融合し暴走する。その目的は想いを寄せる同級生の本田に関心を持ってもらうためだった。芙三歩に「解除薬（ドラッグ）」をもらって元の体に戻ろうと試みるも、体が完全に乗っ取られていたため、蜘蛛の身体の方に精神が分離されてしまう。その後は蜘蛛の姿で本田の部屋にこっそり住み着いていたが、遊びに来た浦野（ウラノス）に勧誘されバイオーグとして能力を与えられる。
スピカ
並外れた硬度と重量を持つバイオーグ少女。絶対等級は-3.380、おとめ座α星（スピカ）の名前を与えられた全天21星の一人。過去のトラウマから「モフモフ」を求めてやまない。
アルデバラン
穂坂の家のセキュリティシステムとして使用されているバイオーグ。おうし座α星（アルデバラン）の名前を与えられた全天21星の一人。捕えられるまでに民間人265人を殺害し、ハンター数人を死亡や廃番にした。自らの子供（クローン）を端末として使役し死体を意のままに操る。
沙雪（さゆき）
ハサミと融合した「穴あき（バグラー）」の女性。事故で兄・タカシを失い、精神を壊した父に殺されかけたところをバグラーの力で返り討ちにするが、それが原因でバグラーの再教育施設「ラボ」に7年間収容される。動物園の入園チケットを手に入れるためにスリを繰り返していたところ、芙三歩と極子に出会い、諭される。その後、動物園でカピバラと融合した父に会っている所を目撃され、身の上話をしていく内に改心するが、「世界のゆらぎ」を見てしまったためにバイオーグ・ハンター8号に殺される。その後、浦野に死体を取り込まれ作り直されたことで、傷一つない状態で復活している。
TRUMP
「バイオーグ・スープ」に保管されていたバイオーグ。トランプで構成された人型をしており、カードの一枚一枚を端末（ノドローン）に変えて操ることができる。絶対等級は+5.2。罪状は「暴動行為・殺人・放火・窃盗」など過去400件以上の犯罪に加担している。戦闘訓練で藤井に指揮者（コマンダー）を倒され機能を停止する。
BIG TREE
「バイオーグ・スープ」に保管されていたバイオーグ。巨大な樹と千手観音が合わさったような姿をしており、無数の腕と超硬質の葉で弾丸もはね返す。絶対等級は+2.1。罪状は「大量破壊」。戦闘訓練でタンクローリーと融合した藤井の火炎放射によって倒された。
リゲル
絶対等級は-6.993。オリオン座β星（リゲル）の名前を与えられた全天21星の2位。アメリカ第七艦隊と合体しており、2300万人分の命を持つ。
おうし座122番星
絶対等級は1.87。藤井に倒される。
デネブ
絶対等級は-8.732。全天21星の最強の存在。新聞部の「諸星達人」を名乗っていた。所有する命は16億3千万で町（調布市）全体がデネブ自身。第二次バグ戦争以前はヘルシンキで暮らしていた。本体は「図書館（アーカイヴ）」と呼ばれている。
カペラ
絶対等級は-0.487。馭者座α星（カペラ）の名前を与えられた全天21星の一人。
コージ

ベクルックス
全天21星中8位。絶対等級は-3.921。8号と戦い敗北した。
アケルナル
全天21星中10位にして、絶対等級は-2.761。メイド服姿をしており、電子装置を無効化する水を操るが8号に倒される。

### その他
マンドラ先生（マンドラせんせい）
藤井たちが通う高校の男性教師。非常に小型サイズで、頭頂部からは葉っぱが生えており、足には根っこが生えている。おそらくはマンドラゴラと融合した「穴あき（バグラー）」。声が大きく、怒らせると窓ガラスが割れるほどの声で注意する。
「スモークヘッド」のニコラ
芙三歩を執拗に狙うタバコと融合した「穴あき（バグラー）」。タバコ税の増税に憤っている。穂坂によって退治される。
タカシ
カブトムシのような角と羽を持つドラゴンのような姿の「穴あき（バグラー）」。飛行していたところをうつぼかずら立野に捕食される。
うつぼかずら立野
食虫植物と融合した暴走者（クラッシュ・バグラー）。巨大なウツボカズラのような姿をしており、半径62m以内の移動物体を捕食し血の小便をまきちらす性質がある。近くに観光案内の看板が立てられたり「立野さんトレッキング」が行なわれるなど調布市の名所的な存在になっている。
「バベルの塔（タワー・オブ・バベル）」加藤
調布スカイツリーと融合した超暴走者（メガクラッシュバグラー）。バイオーグハンター8号の音波催眠で脳を制御され、藤井たちに襲い掛かったがレーザーブレード銃で両断され退治される。

## 用語
バイオ・バグ
手に「穴」のあく病気。「穴」は吸い込んだモノと分子レベルで融合してしまう。吸い込む対象は無機物・有機物、生物・非生物、大小問わない。同時に複数のモノを吸い込むことも可能である。一度吸い込んでしまうと自力では解除できない模様。
穴あき（バグラー）
「バイオ・バグ」持ちの人間のこと。近年増加傾向にある。バグラーは講習を受けることが義務付けされていて、そこでバグラーの危険性やリスクを学び、2回分の「解毒薬（ドラッグ）」を提供される。融合を繰り返し続けたり自分より格上のモノを吸い込んだりすると、精神にも異常をきたす危険がある。
解毒薬（ドラッグ）
「バイオ・バグ」で融合した人間とモノを分離することができる薬。カプセルや錠剤といった物理的な形状をしておらず、スマホの中に入るデータの形状をしている。耳からイヤホンで服用する。分離したとしても数パーセントの成分は体の中に残ってしまう。違法薬も出回っているらしく、粗悪品はすぐに効かなくなるとのこと。
暴走者（クラッシュ・バグラー）
融合の果てに精神のコントロールを失い自我が崩壊したバグラー。超暴走者（メガ・クラッシュ・バグラー）へは定時射撃が行われ、その際は交通規制が行われる。
バイオーグ
バイオとサイボーグの合成造語。第二巻収録のbug.9に登場する『図解 バイオ・バグ基礎用語』によれば、「その特徴は”バグ穴を用いてバグ罹患の人間同士を融合させる”ことにある」「原理は単純で、バグラーAがバグラーBを吸い込むと、Aの穴は一つ塞がるものの”穴”が二つ分手に入るため、結果的に三つの物体と融合できることになり、それを繰り返すことによって、理論上は無限に”穴”を増やすことが可能となる」「人道的にも法的にも決して許される行為ではないが、”バイオーグ”はその特性により個々が様々な特殊能力を持つとされることから、第三次バグ戦争において非人道兵器として使用されたとの噂が根強く、その残党が現在においてもテロリストとして活動を」しているという都市伝説も存在する。ただし、人間を吸い込んだバグラーは、「その副作用として互いの人格同士が衝突・融合を繰り返し固有の人格は消滅する」可能性が高い。ちなみにbug.7において、法的には人を吸い込んだバイオ・バグは死刑となることが示されている。
トリニティ

## 小説
舞城王太郎によって書かれたもの。世界観は共有するが、本編のキャラクターが登場しないスピンオフ作品となっている。
- 自転車（『ウルトラジャンプ』2013年4月号付録『平成25年度 バグラー講習の手引き』 / 『バイオーグ・トリニティ』14巻 2018年3月 集英社）
- 呼ぶ声日子（『ウルトラジャンプ』2014年2月号 / 『ウルトラジャンプ』2014年11月号附録『バイオーグ・トリニティ掌篇集』）
- 箱運ぶ鳥（『ウルトラジャンプ』2014年11月号付録『バイオーグ・トリニティ掌篇集』）
- ツムランとジュンパちゃん（『ウルトラジャンプ』2015年2月号）
- 自転車II（『バイオーグ・トリニティ』14巻 2018年3月 集英社）

## 書誌情報
- 大暮維人・舞城王太郎 『バイオーグ・トリニティ』 集英社〈ヤングジャンプ・コミックス・ウルトラ〉、全14巻
  1. 2013年4月24日発行（4月19日発売[集 1]）、ISBN 978-4-08-879580-5
  2. 2013年8月24日発行（8月19日発売[集 2]）、ISBN 978-4-08-879635-2
  3. 2013年12月24日発行（12月19日発売[集 3]）、ISBN 978-4-08-879733-5
  4. 2014年6月24日発行（6月19日発売[集 4]）、ISBN 978-4-08-879786-1
  5. 2014年10月22日発行（10月17日発売[集 5]）、ISBN 978-4-08-890033-9
  6. 2015年3月24日発行（3月19日発売[集 6]）、ISBN 978-4-08-890122-0
  7. 2015年7月22日発行（7月17日発売[集 7]）、ISBN 978-4-08-890232-6
  8. 2016年1月24日発行（1月19日発売[集 8]）、ISBN 978-4-08-890333-0
  9. 2016年6月22日発行（6月17日発売[集 9]）、ISBN 978-4-08-890399-6
  10. 2016年10月24日発行（10月19日発売[集 10]）、ISBN 978-4-08-890524-2
  11. 2017年2月22日発行（2月17日発売[集 11]）、ISBN 978-4-08-890597-6
  12. 2017年6月24日発行（6月19日発売[集 12]）、ISBN 978-4-08-890690-4
  13. 2017年12月24日発行（12月19日発売[集 13]）、ISBN 978-4-08-890767-3
  14. 2018年3月24日発行（3月19日発売[集 14]）、ISBN 978-4-08-890886-1